# (8052) Novalis
(8052) Novalis est un astéroïde de la ceinture principale.

## Description
(8052) Novalis est un astéroïde de la ceinture principale. Il fut découvert le 24 septembre 1960 à l'observatoire Palomar par Cornelis Johannes van Houten, Ingrid van Houten-Groeneveld et Tom Gehrels.
Il fut nommé en honneur de Novalis, philosophe et romancier allemand.
Il présente une orbite caractérisée par un demi-grand axe de 3,03 UA, une excentricité de 0,05 et une inclinaison de 9,0° par rapport à l'écliptique.

## Compléments